# Loosdorf
Loosdorf ist eine Marktgemeinde mit 3890 Einwohnern (Stand 1. Jänner 2024) im Bezirk Melk in Niederösterreich.

## Geografie
Loosdorf liegt im Tal der Pielach im niederösterreichischen Alpenvorland am Südrand des Dunkelsteinerwaldes im Mostviertel. Die Fläche der Marktgemeinde umfasst 11,91 Quadratkilometer. 17,23 Prozent der Fläche sind bewaldet. Durch Loosdorf fließt der Marktbach.

### Gemeindegliederung
Das Gemeindegebiet umfasst folgende fünf Ortschaften (in Klammern Einwohnerzahl Stand 1. Jänner 2024):
- Albrechtsberg an der Pielach (471)
- Loosdorf (3186)
- Neubach (108)
- Rohr (34)
- Sitzenthal (91)

Die Gemeinde besteht aus den Katastralgemeinden Albrechtsberg, Loosdorf, Neubach, Rohr und Sitzenthal.

### Nachbargemeinden
|                         | Dunkelsteinerwald                           |                                 |
| Melk (Linzerstraße, B1) | Kompassrose, die auf Nachbargemeinden zeigt | Haunoldstein (Wienerstraße, B1) |
| Schollach               | Hürm                                        |                                 |

## Geschichte
Loosdorf wurde zum ersten Mal 1145 als „Ladestorf“ urkundlich erwähnt. Schon zu dieser Zeit war der Ort mit der Schallaburg eng verbunden. Der Safrananbau, wie Urkunden aus der Regierungszeit von König Ottokar belegen, war schon früh ein wichtiger Teil der Loosdorfer Wirtschaft.
Im 16. Jahrhundert begann die große Blütezeit im Zusammenhang mit den Reformen von Hans Wilhelm von Losenstein, der die Schallaburg ausgebaut, die 1588 von den Türken zerstörte Pfarrkirche neugebaut und ein neues protestantisches Gymnasium gegründet hat. Während dieser Ära erhielt Loosdorf 1584 das Marktrecht und 1588 das Wochenmarktrecht.
Loosdorf war unter Hans Wilhelm von Losenstein ein wichtiger protestantischer Knotenpunkt in Österreich. Im Jahr 1592 gründete er die Hohe Schule, ein protestantisches Gymnasium, das zu einem bedeutungsvollen kulturellen und religiösen Zentrum wurde. Ab 1620 wurde im Zuge der Gegenreformation der Druck der katholischen Regierung in Kombination mit den finanziellen Problemen der Schule zu hoch, und 1627 wurden alle protestantische Lehrer und Geistliche vom Landesfürsten ausgewiesen, sodass die Schule geschlossen werden musste.
Mit dem Anfang der synthetischen Herstellung von Gelbfärbemitteln im 19. Jahrhundert wurde der „Loosdorfer Safran“, damals eine weitbekannte Qualitätsmarke, langsam verdrängt, wodurch der letzte Safrangarten 1892 schließen musste. Durch dies und das parallel ablaufendes Aussterben des Weinbaus wurden der Handel, das Handwerk und das Gewerbe zu den wirtschaftlich wichtigsten Faktoren.
Aufgrund seiner Größe und Lage erhielt Loosdorf bei der Eröffnung der Westbahn im Jahr 1858 einen Bahnhof, der als wichtige Wasserstation für die damaligen Dampflokomotiven diente. Die Anbindung an die Westbahn war für Loosdorf derart wichtig, dass „Loosdorf an der Westbahn“ die damals gängige Sprachbezeichnung war. Mit dem damit verbundenen wirtschaftlichen Aufschwung kam eine erhebliche gesellschaftliche Veränderung in Loosdorf, da die Verkehrsverbindungen zu den regionalen industriellen Zentren zum Rückgang der alten, bürgerlichen Garde und zum Aufstieg einer neuen, sozialdemokratischen Arbeiterschaft führten.
Bei der manipulierten Volksabstimmung im April 1938 stimmten alle wählenden Loosdorfer für den „Anschluss“.
Zumindest zehn Mitglieder der IKG Ybbs/Amstetten aus Loosdorf fielen der Shoah zum Opfer.

### Einwohnerentwicklung
| Loosdorf: Einwohnerzahlen von 1869 bis 2024         | Loosdorf: Einwohnerzahlen von 1869 bis 2024 | Loosdorf: Einwohnerzahlen von 1869 bis 2024 | Loosdorf: Einwohnerzahlen von 1869 bis 2024 | Loosdorf: Einwohnerzahlen von 1869 bis 2024 |
| --------------------------------------------------- | ------------------------------------------- | ------------------------------------------- | ------------------------------------------- | ------------------------------------------- |
| Jahr                                                |                                             |                                             |                                             | Einwohner                                   |
| 1869                                                | 1869                                        |                                             | 1.481                                       | 1.481                                       |
| 1880                                                | 1880                                        |                                             | 1.631                                       | 1.631                                       |
| 1890                                                | 1890                                        |                                             | 1.671                                       | 1.671                                       |
| 1900                                                | 1900                                        |                                             | 2.007                                       | 2.007                                       |
| 1910                                                | 1910                                        |                                             | 2.291                                       | 2.291                                       |
| 1923                                                | 1923                                        |                                             | 2.213                                       | 2.213                                       |
| 1934                                                | 1934                                        |                                             | 2.457                                       | 2.457                                       |
| 1939                                                | 1939                                        |                                             | 2.516                                       | 2.516                                       |
| 1951                                                | 1951                                        |                                             | 2.658                                       | 2.658                                       |
| 1961                                                | 1961                                        |                                             | 2.806                                       | 2.806                                       |
| 1971                                                | 1971                                        |                                             | 3.224                                       | 3.224                                       |
| 1981                                                | 1981                                        |                                             | 3.216                                       | 3.216                                       |
| 1991                                                | 1991                                        |                                             | 3.366                                       | 3.366                                       |
| 2001                                                | 2001                                        |                                             | 3.519                                       | 3.519                                       |
| 2011                                                | 2011                                        |                                             | 3.777                                       | 3.777                                       |
| 2021                                                | 2021                                        |                                             | 3.858                                       | 3.858                                       |
| 2024                                                | 2024                                        |                                             | 3.890                                       | 3.890                                       |
| Quelle(n): Statistik Austria, Gebietsstand 1.1.2021 |                                             |                                             |                                             |                                             |

## Kultur und Sehenswürdigkeiten

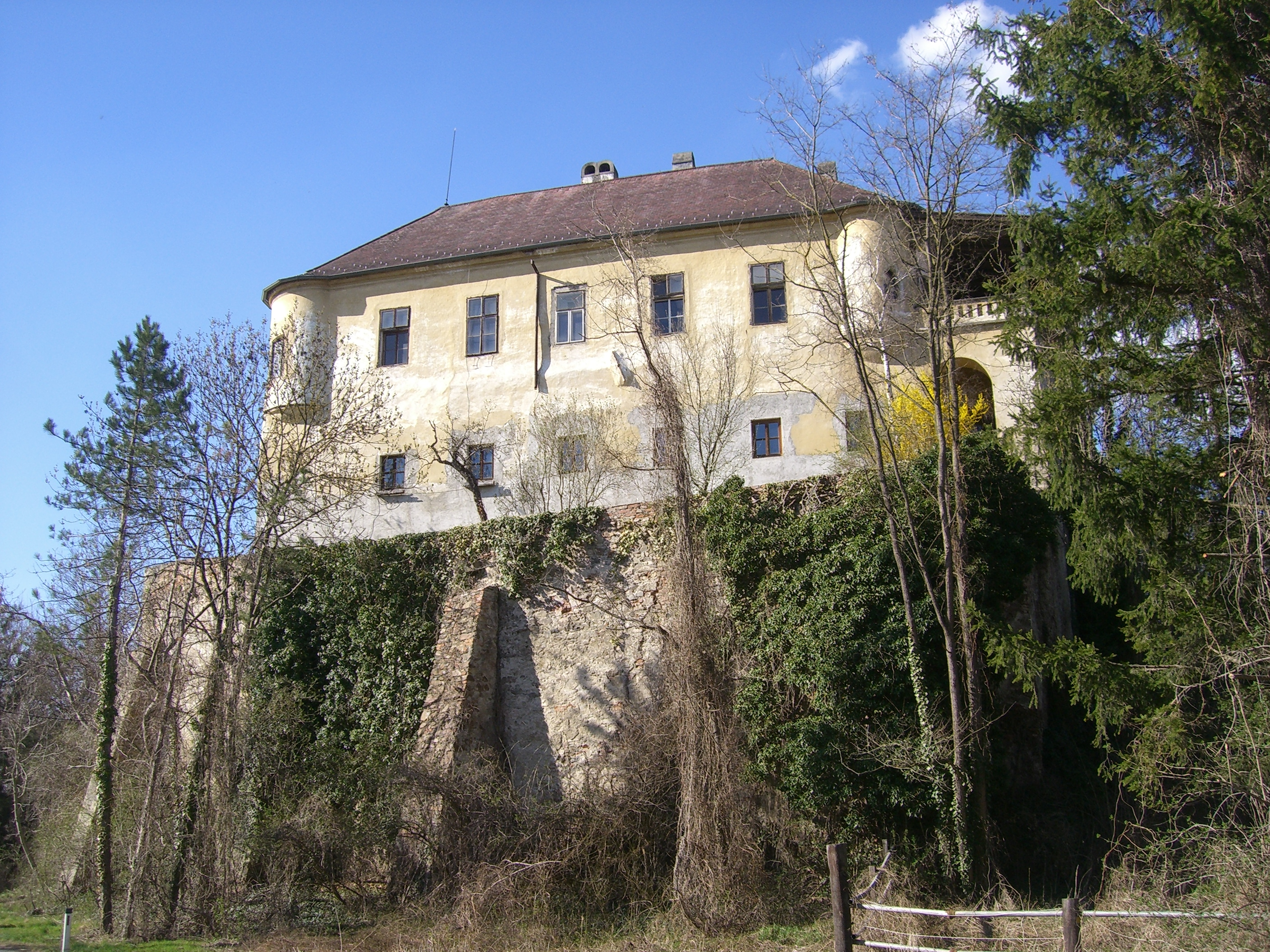
Schloss Albrechtsberg

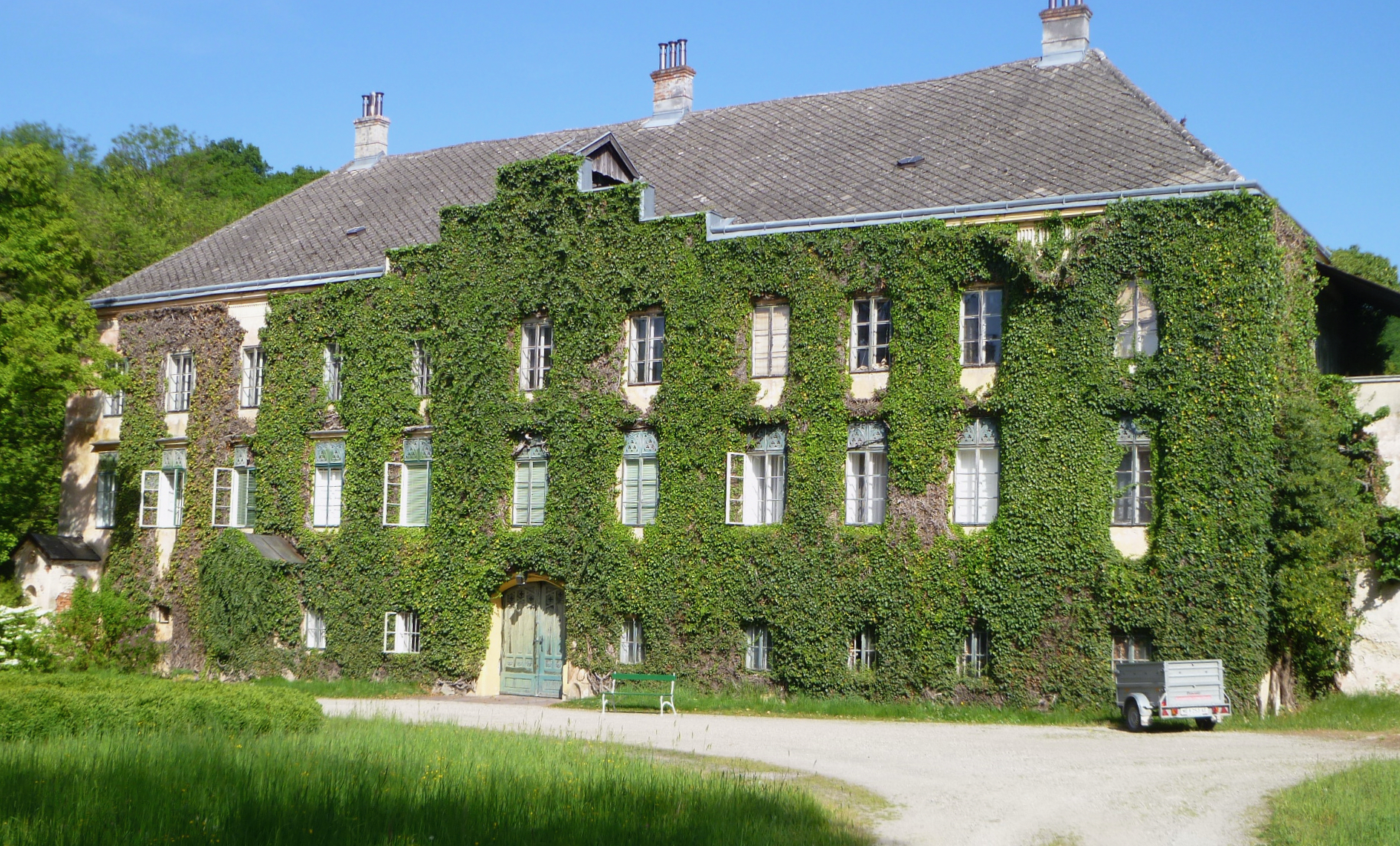
Schloss Sitzenthal

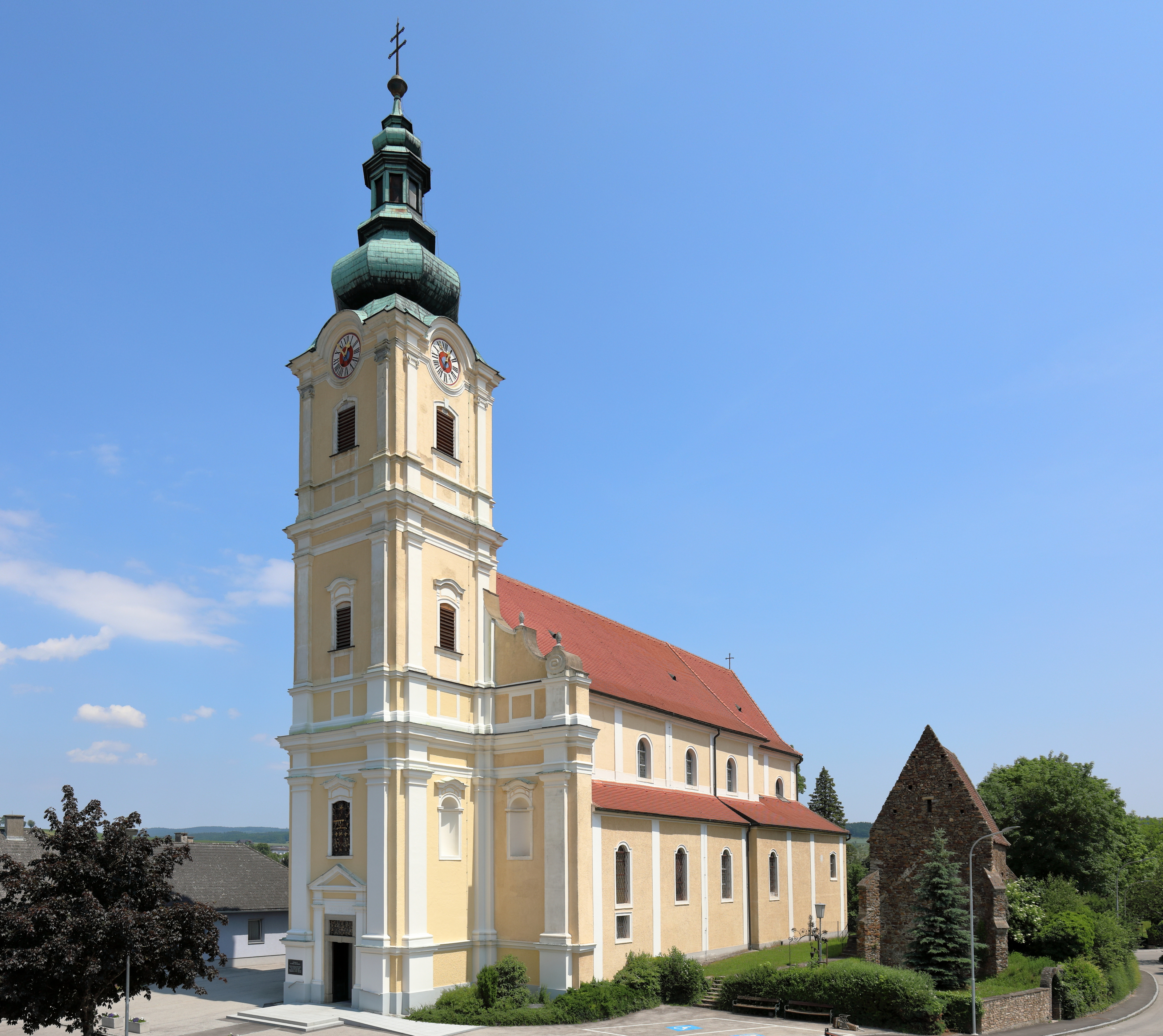
Pfarrkirche Loosdorf

### Bauwerke
- Schloss Albrechtsberg
- Schloss Sitzenthal
- Pfarrkirche Loosdorf: Das Gotteshaus wurde ursprünglich im 17. Jahrhundert als evangelische Kirche erbaut; im Zuge der Gegenreformation jedoch von der katholischen Kirche übernommen, der sie heute noch dient.
- Hohe Schule Loosdorf: Hans Wilhelm von Losenstein erbaute sie um 1574 als protestantisches Gymnasium „für die (adlige und nichtadlige) Jugend“. 1627 wurde sie im Zuge der Gegenreformation von Ferdinand II. geschlossen.[10]

### Besonderheiten
Die Jenische Sprache, eine Varietät der deutschen Sprache, erlangte in Loosdorf eine gewisse Verbreitung, besonders im benachbarten Ortsteil Sitzenthal.

## Wirtschaft und Infrastruktur
Nichtlandwirtschaftliche Arbeitsstätten gab es im Jahr 2001 162, land- und forstwirtschaftliche Betriebe nach der Erhebung 1999 38. Die Zahl der Erwerbstätigen am Wohnort betrug nach der Volkszählung 2001 1642. Die Erwerbsquote lag 2001 bei 48,22 Prozent.

### Öffentliche Einrichtungen
In der Gemeinde gibt es vier Kindergärten, eine Volksschule und eine Neue Mittelschule.

### Verkehr
- Straße: Aufgrund der guten Verkehrslage an der Wiener Straße B1 (bis 2002 Bundesstraße 1), der Westautobahn A1 sowie der Westbahn hat der Markt überregionale Bedeutung als Wirtschaftsstandort. Dies wird besonders begünstigt durch den Autobahnanschluss und die Ansiedlung einer Reihe von Firmen. Die beiden großen Tankstellen an der Autobahn fungieren als Zentrum für das Gewerbegebiet.

## Politik

### Gemeinderat
Der Gemeinderat hat 23 Mitglieder.
- Mit den Gemeinderatswahlen in Niederösterreich 1990 hatte der Gemeinderat folgende Verteilung: 16 SPÖ, 6 ÖVP und 1 FPÖ.
- Mit den Gemeinderatswahlen in Niederösterreich 1995 hatte der Gemeinderat folgende Verteilung: 16 SPÖ, 6 ÖVP und 1 FPÖ.[13]
- Mit den Gemeinderatswahlen in Niederösterreich 2000 hatte der Gemeinderat folgende Verteilung: 16 SPÖ, 6 ÖVP und 1 FPÖ.[14]
- Mit den Gemeinderatswahlen in Niederösterreich 2005 hatte der Gemeinderat folgende Verteilung: 17 SPÖ, 5 ÖVP und 1 FPÖ.[15]
- Mit den Gemeinderatswahlen in Niederösterreich 2010 hatte der Gemeinderat folgende Verteilung: 16 SPÖ, 5 ÖVP und 2 FPÖ.[16]
- Mit den Gemeinderatswahlen in Niederösterreich 2015 hatte der Gemeinderat folgende Verteilung: 16 SPÖ, 5 ÖVP und 2 FPÖ.[17]
- Mit den Gemeinderatswahlen in Niederösterreich 2020 hatte der Gemeinderat folgende Verteilung: 16 SPÖ, 6 ÖVP und 1 FPÖ.[18]
- Mit den Gemeinderatswahlen in Niederösterreich 2025 hat der Gemeinderat folgende Verteilung: 16 SPÖ, 5 ÖVP und 2 FPÖ.[18]

### Bürgermeister
- 1986–2017: Josef Jahrmann (SPÖ)
- seit 2018: Thomas Vasku (SPÖ)

### Wappen
Das Wappen Loosdorf zeigt einen von Rot und Blau gespaltenen Schild, vorne belegt mit einem silbernen Schräglinksbalken, hinten auf grünem Dreiberg ein aufsteigender goldener Panther, ein mit roter Flamme brennendes Windlicht haltend. Die Wappenverleihung fand am 6. Oktober 1590 statt.

## Persönlichkeiten

### Söhne und Töchter der Gemeinde
- Maximilian Mayla (1730–1799), Zisterzienser und Abt des Stiftes Heiligenkreuz
- Maria Teresia Ledóchowska (1863–1922), Selige, Gründerin der Petrus-Claver-Sodalität für afrikanische Mission
- Ursula Ledóchowska (1865–1939), Heilige, Gründerin des Ordens der grauen Ursulinen
- Wladimir Ledóchowski (1866–1942), Generaloberer der Jesuiten
- Ignacy Kazimierz Ledóchowski (1871–1945), polnischer General
- Hans von Hammerstein-Equord (1881–1947), Politiker und Schriftsteller
- Karl Anton Rohan (1898–1975), Schriftsteller
- Anna Plaim, geb. Mittlstrasser, (* 1920) österreichisches Zimmermädchen
- Walter Fantl-Brumlik (1924–2019), Überlebender des Holocaust und Zeitzeuge
- Harald Froschauer (* 1976), Papyrologe

### Mit der Gemeinde verbundene Persönlichkeiten
- Johannes Fahrngruber (1845–1901), Kunsthistoriker
- Heinrich Fasching (1929–2014), Geistlicher
- Gerhard Floßmann (* 1941), Historiker und Heimatforscher
- Anton Glaninger (1888–1954), Politiker, Landwirt
- Ignacy Hilary Ledóchowski (1789–1870), polnischer General
- Johann Wilhelm von Stubenberg (1619–1663), Dichter und Übersetzer
- Emmerich Weiderbauer (* 1954), Politiker